# Protobothrops elegans
Habu de Sakishima
Espèce
Synonymes
- Craspedocephalus elegans Gray, 1849
- Trimeresurus luteus Boettger, 1895
- Trimeresurus elegans (Gray, 1849)

Le Habu de Sakishima (Protobothrops elegans) est une espèce de serpents, de la famille des Vipéridés.

## Répartition
Cette espèce est endémique de l'archipel Sakishima, partie méridionale de l'archipel Ryūkyū (préfecture d'Okinawa, Japon).

## Description
C'est un serpent venimeux.

## Publication originale
- Gray, 1849 : Catalogue of the specimens of snakes in the collection of the British Museum, London, p. 1-125 (texte intégral).